# Самара (авиакомпания)
«Самара» — бывшая российская авиакомпания (существовала до 2009 года), базировалась в Самаре, в международном аэропорту Курумоч. Выполняла регулярные и чартерные рейсы из Самары. Главным образом это были полёты по СНГ, но были также перевозки в Турцию, Израиль, ОАЭ, Испанию, Австрию, Таиланд и на Кипр.
Генеральный директор — Сергей Мордвинцев.
С весны 2005 года входила в альянс ЭйрЮнион.
С 30 сентября 2008 года у «Самары» отозвана лицензия. В компании на тот момент было около 800 работников. Прекратила своё существование 3 февраля 2009 года. Сертификат эксплуатанта аннулирован.

## История

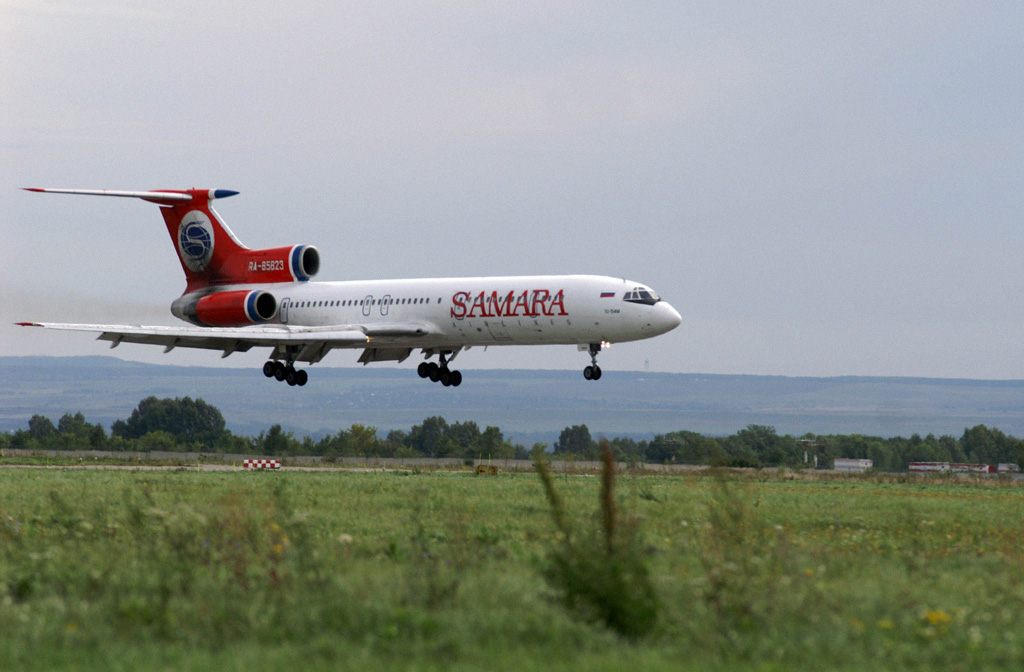
Самолёт Ту-154М заходит на посадку в самарском аэропорту Курумоч

Основана в 1961 году, когда по приказу ПТУ ГВФ от 14 февраля 1961 года в аэропорту Курумоч формируется отдельная эскадрилья самолётов Ан-10.

27 февраля 1961 года из аэропорта на самолёте Ан-10 впервые выполнен рейс Куйбышев — Москва (Шереметьево) с коммерческим грузом на борту.

11 апреля 1961 года приказом ГУ ГВФ летному подразделению присваивается наименование «Эскадрилья № 65 турбовинтовых самолётов».

15 мая 1961 года рейсом в аэропорт «Минеральные Воды» на самолёте Ан-10 открыты регулярные пассажирские перевозки. Выполняются регулярные пассажирские рейсы в Ленинград, Ташкент, Адлер, Тбилиси, Свердловск.

4 мая 1962 года в соответствии с приказом ГУ ГВФ от 23 апреля 1962 года Приволжским ТУ ГВФ организован 173-й объединённый отряд в составе одной авиаэскадрильи турбовинтовых самолётов Ан-10 и одной авиаэскадрильи поршневых самолётов Ил-14 (ранее базировавшейся в аэропорту Смышляевка).

19 июля 1963 года приказом Приволжского ТУ ГВФ 173-й объединённый авиаотряд преобразован в Куйбышевский объединённый авиаотряд (КуОАО) в составе летного отряда № 173 и аэропорта «Куйбышев». В этом же году начата эксплуатация самолётов Ан-12 и Ту-124.
В 1970-е годы в эксплуатацию поступили самолёты Ту-134, Як-40, Ту-154.

В 1974 году самолёт Ту-154 совершил первый рейс по маршруту Куйбышев-Ленинград (Пулково).

В 1975 году были открыты рейсы 742/741, 746/745 Куйбышев — Москва (Домодедово) — Куйбышев, которые также выполнялись самолётами типа Ту-154. Рейсы просуществовали до конца 1990-х годов.

По состоянию на конец 1980-х годов в аэропорту базировались 173-й лётный отряд (самолёты Ту-134) и 368-й лётный отряд (самолёты Ту-154, Ил-76, Ан-12).

В 1990 году пассажиропоток авиапредприятия достиг максимума (более 3,5 млн чел.), а затем, в 90-е годы, на фоне общего состояния страны, значительно сократился.

В 1993 году после приватизации объединённый авиаотряд преобразуется в акционерное общество открытого типа «Авиакомпания Самара», а в 1994 году из ОАО «Авиакомпания Самара» выделен аэропорт и создано открытое акционерное общество «Международный аэропорт «Самара».

В 2005 году «Авиакомпания Самара» вступила в альянс AiRUnion, в который, кроме неё, вошли авиакомпании «Красэйр», «Домодедовские авиалинии», «Омскавиа» и «Сибавиатранс». Фактического объединения авиакомпаний не произошло, альянс лишь координировал деятельности входивших в него авиакомпаний.

В 2007 году альянс занял третье место среди российских авиакомпаний по объёму перевезённых пассажиров (3,6 млн) (по другим данным — 3,1 млн пассажиров и 5-е место).

Летом 2008 года авиакомпании альянса столкнулись с нехваткой денежных средств для оплаты авиационного топлива и наземных услуг аэропортов. По причине крупных задолженностей ряд аэропортов (Емельяново (Красноярск), Домодедово (Москва), Пулково (Санкт-Петербург) и др.) отказали альянсу в заправке и обслуживании самолётов, что привело к многочисленным задержкам и отменам рейсов.

C 30 сентября 2008 года Росавиация приостановила действие сертификата эксплуатанта № 231 «Авиакомпании Самара».

В 2009 г. руководством области были озвучены планы работ по воссозданию отрасли авиаперелётов в Самаре. Рабочее название компании, которая будет построена взамен — Эйр Самара (Air Samara).

## Флот

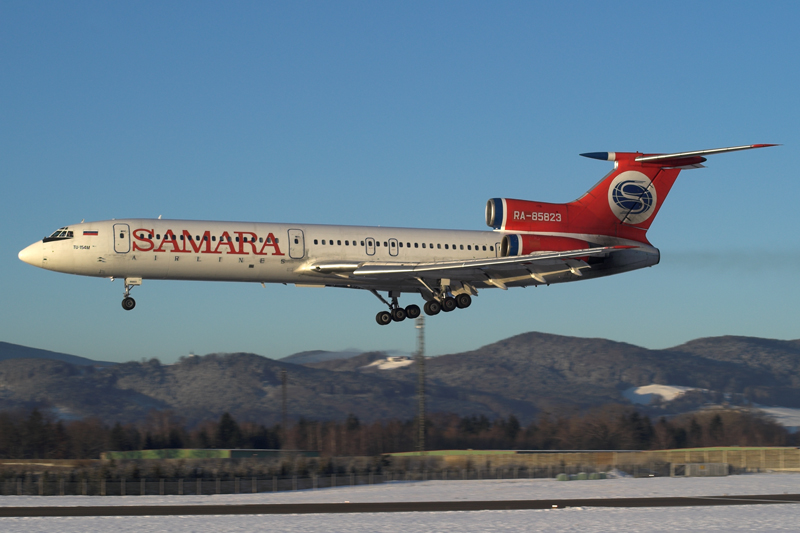
Samara Airlines Ту-154М

На апрель 2006 года:
- 4 — Boeing 737-300
- 6 — Ту-134А
- 1 — Ту-154Б
- 2 — Ту-154Б-2
- 6 — Ту-154М
- 3 — Як-40
- 1 — Як-42
- 2 — Як-42Д
- 2 — Ан-140 в заказ
- ил-76